# Jeanne d'Arc Mujawamariya
Jeanne d'Arc Mujawamariya (nacida el 13 de marzo de 1970 en Kigali) es una política ruandesa. Entre 2006 y 2008 fue ministra de Educación, Ciencia, Tecnología e Investigación de Ruanda. Desde 2013 es la embajadora de Ruanda en Rusia.
Mujawamariya estudió en la Facultad de Física, Matemáticas y Ciencias Naturales de la Universidad Rusa de la Amistad de los Pueblos. Se graduó en química y en 1997 obtuvo una maestría en química por la misma universidad. En 2001 obtuvo el doctorado en física y química por el Instituto Indio de Tecnología Roorkee. Está casada y tiene tres hijos.
Entre 2003 a 2006, fue ministra de Estado (un cargo inferior al de ministro) de Educación Primaria y Secundaria y en 2005 pasó a ser la ministra de Estado de Educación Superior dentro del Ministerio de Educación, Ciencia, Tecnología e Investigación. En 2006 fue nombrada ministra de Educación, y ocupó el cargo hasta marzo de 2008.
En enero de 2008, Mujawamariya compareció ante una comisión parlamentaria ruandesa encargada de investigar la presencia continuada de «ideología del genocidio» en las escuelas ruandesas. Varios parlamentarios de la comisión criticaron a Mujawamariya y a Joseph Murekeraho, ministro de Estado de Educación Primaria y Secundaria, por no tomar medidas punitivas suficientes contra la diseminación de sentimientos antitutsis en las escuelas por parte de profesores y encargados de compilar los planes de estudios.
En marzo de 2008, Jeanne d'Arc Mujawamariya fue nombrada ministra de Igualdad y Familia, cargo que ocupó hasta marzo de 2011, cuando pasó a ser vicerrectora del Instituto de Ciencia y Tecnología de Kigali. El 1 de marzo de 2013, el presidente de Ruanda la nombró embajadora de Ruanda en la Federación Rusa.